# Mackenrode (Eichsfeld)
Pour les articles homonymes, voir Mackenrode.
Mackenrode est une commune allemande située dans l'arrondissement d'Eichsfeld en Thuringe.

## Géographie

Situation de la commune (en rouge) dans l'arrondissement

Mackenrode est située dans le sud de l'arrondissement. La commune fait partie de la Communauté d'administration d'Uder, elle est composée des trois villages de Mackenrode, Hennigerode et Weidenbach, elle se trouve à 11 km au sud de Heilbad Heiligenstadt, le chef-lieu de l'arrondissement. 

## Histoire
La première mention écrite du village de Mackenrode date de 1236.
Mackenrode a appartenu à l'Électorat de Mayence jusqu'en 1802 et à son incorporation à la province de Saxe dans le royaume de Prusse (district d'Erfurt, Arrondissement d'Heiligenstadt (de)). Les villages de Hennigerode et Weidenbach faisaient partie du district de Cassel (arrondissement de Witzenhausen (de)) dans la province de Hesse-Nassau. 
À la suite de l'accord de Wanfried (de), Hennigerode et Weidenbach furent inclus dans la zone d'occupation soviétique après la Seconde Guerre mondiale avant de rejoindre le district d'Erfurt en RDA jusqu'en 1990. 
En 1950, les deux communes de Mackenrode et Weidenbach mit Hennigerode fusionnèrent pour former la nouvelle commune de Mackenrode.

## Démographie

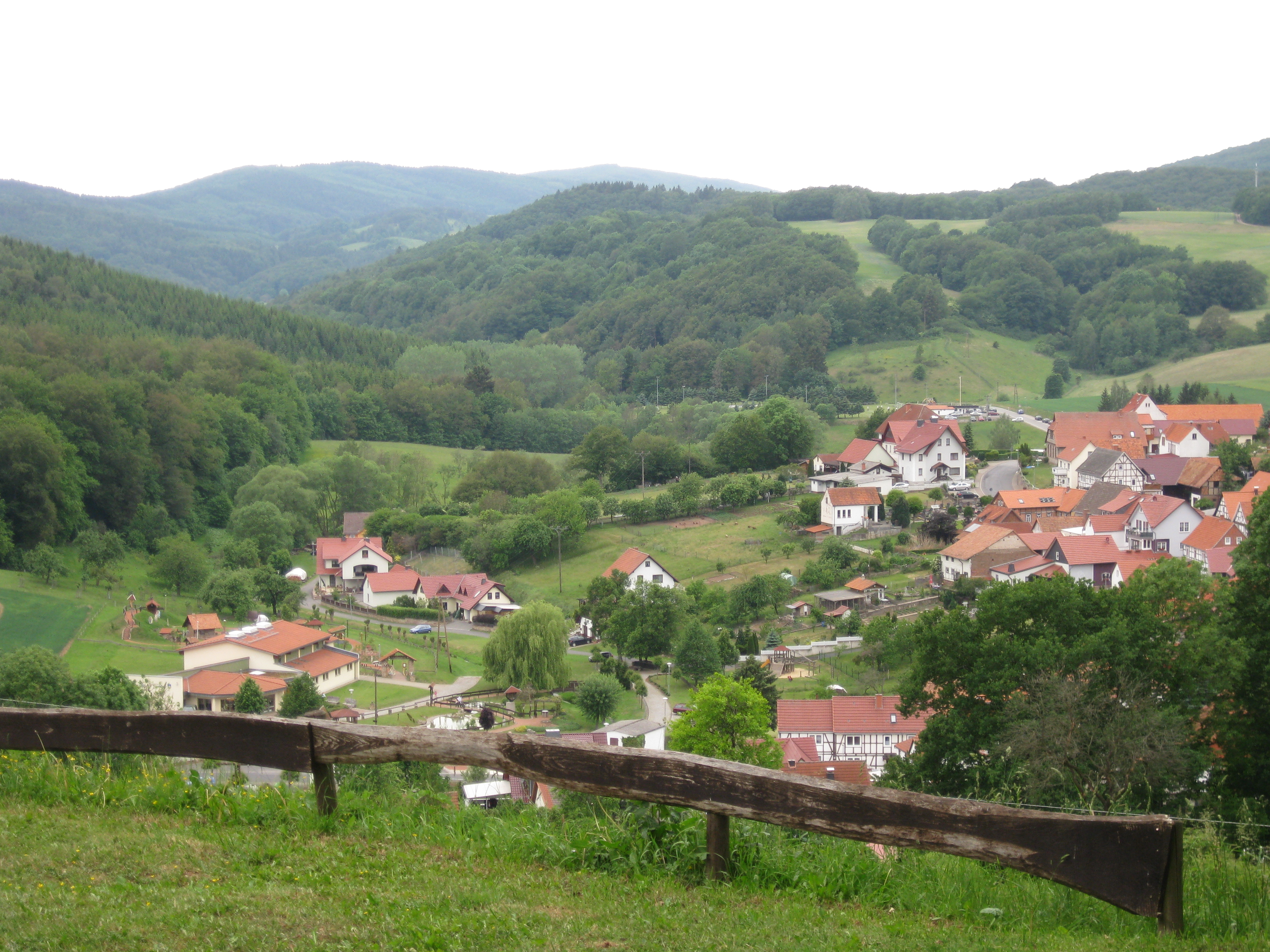
Vue générale du village de Mackenrode

| 1910 | 1933 | 1939 | 1995 | 2000 | 2005 | 2010 |
| ---- | ---- | ---- | ---- | ---- | ---- | ---- |
| 351, | 431, | 396, | 553  | 530  | 434  | 344  |